# VH1 România
VH1 România a fost un canal de televiziune cu profil muzical lansat pe 1 martie 2019 și închis pe 3 martie 2020.